# Marchena
|  | Per a altres significats, vegeu «Marchena (desambiguació)». |

Marchena és una localitat de la província de Sevilla, Andalusia, Espanya. L'any 2005 tenia 19.719 habitants. La seva extensió superficial és de 379 km² i té una densitat de 49,4 hab/km². Les seves coordenades geogràfiques són 37° 20′ N, 5° 25′ O. Està situada a una altitud de 131 metres i a 60 kilòmetres de la capital de la província, Sevilla.

## Fills il·lustres
- Emilio López del Toro, compositor (1873-...?)

## Demografia
| 1998   | 1999   | 2000   | 2001   | 2002   | 2003   | 2004   | 2005   | 2006   | 2007   |
| ------ | ------ | ------ | ------ | ------ | ------ | ------ | ------ | ------ | ------ |
| 18.018 | 18.132 | 18.086 | 18.180 | 18.289 | 18.434 | 18.550 | 18.719 | 19.089 | 19.310 |